# Dia Internacional de l'Orgasme Femení
El Dia Internacional de l'Orgasme Femení es commemora anualment el 8 d'agost amb l'objectiu de crear consciència sobre la sexualitat femenina i el dret al plaer de les dones.

## Origen
El 2001, l'exregidor José Arimateia Dantas Lacerda va promoure el dia de l'orgasme per a commemorar-se el 9 de maig a la ciutat brasilera d'Esperantina de l'estat de Piauí a través del projecte de llei núm. 1037/05. La cambra municipal va aprovar la llei establint «que l'orgasme és un factor d'alleujament de l'estrès, responsable de l'harmonia familiar i que moltes dones no reconeixen que no aconsegueixen assolir l'orgasme i, per tant, el matrimoni acaba en separació». Segons una declaració de Dantas Lacerda el 2011 al diari O Globo:
| «                            | El Dia de l'Orgasme va ser creat per a obligar el govern a discutir qüestions de sexualitat, des de l'ejaculació precoç fins a la frigidesa, passant pel sexe i el plaer a l'adolescència i la vellesa. | » |
| — O Globo, 9 de maig de 2011 | |   |

El Dia Internacional de l'Orgasme Femení pretén promoure l'esforç de la població perquè les dones arribin a l'orgasme com una qüestió de salut pública en base a un estudi de la Universitat Federal de Piauí que va concloure que tan sols el 28 % de les dones aconseguien arribar a l'orgasme.